# シュリーブポート (ドック型輸送揚陸艦)
| USS Shreveport |                                                                     |
| 艦歴           |                                                                     |
| 発注           | 1964年5月15日                                                       |
| 起工           | 1965年12月27日                                                      |
| 進水           | 1966年10月22日                                                      |
| 就役           | 1970年12月12日                                                      |
| 母港           | バージニア州ノーフォーク                                            |
| 性能諸元       |                                                                     |
| 排水量         | 満載排水量:16,966トン, 軽荷排水量:9,195トン, 積載重量トン:7,771トン |
| 全長           | 173.7 m (570 ft) 水線長：167 m (548 ft)                             |
| 全幅           | 30.4 m (100 ft) 水線長：25.6 m (84 ft)                              |
| 吃水           | 最大：6.7 m (22 ft)、限界：7 m (23 ft)                              |
| 機関           | 蒸気タービン2基、 2軸推進、24,000 shp                               |
| 速度           | 最大：21 ノット                                                     |
| 乗員           | 士官:58名, 兵員:502名                                               |
| 兵装           | ファランクス20mmCIWS 2基 25mm Mk 38機銃 2基 12.7mm機銃 8基          |
| 艦載機         | CH-46 シーナイト 6機                                                |
| モットー       |                                                                     |

シュリーブポート (USS Shreveport, LPD-12) は、アメリカ海軍のドック型揚陸艦。クリーブランド級ドック型輸送揚陸艦の6番艦。艦名はルイジアナ州シュリーブポートに因んで命名された。

## 概要
シュリーブポートはワシントン州シアトルのロッキード造船で1965年12月27日起工し、1966年10月22日にアンドリュー・マクバーニー・ジャクソン・ジュニア夫人によって命名、進水し、1970年12月12日にペハー・H・ペハーソン艦長の指揮下就役する。
1971年1月22日にシュリーブポートはピュージェット・サウンドから母港となるバージニア州のノーフォーク海軍基地に向けて出発する。ノーフォークには2月21日に到着した。1971年3月9日から4月9日までキューバのグアンタナモ湾で整調訓練を行い、8月4日から16日まで375名の士官学校生を乗艦させ、北ヨーロッパに訓練航海を行う。1971年10月6日から11月24日まで整調後の修理を行い、その後カリブ海で1972年初めに最初の上陸訓練を行う。6月12日に再び士官学校生を乗艦させ北ヨーロッパに訓練航海を行い、アゾレス諸島、デンマークのオールボー、イギリスのポーツマス、フランスのル・アーヴルを訪れた。8月3日にノーフォークに帰還する。1972年ののこりはバージニア沖およびフロリダで揚陸訓練演習に従事した。
シュリーブポートは第2揚陸部隊と共にノーフォークを1973年1月4日に出港し、第6艦隊での初の任務を地中海で行った。部隊は途中ノースカロライナ州ムアヘッド・シティに寄港し第6海兵隊の一部を乗艦させ、スペインのロタに向かう。機動部隊は1月16日にロタを出港し、フランスのカンヌに18日寄港、その後イタリアのモンテ・ロマノに向かう。地中海での六ヶ月間の任務中にシュリーブポートはイタリア、ギリシア、クレタ島、トルコを訪問し、7月2日にムアヘッド・シティで海兵隊を下船させた後ノーフォークへ向かった。